# Investitionsbank Sachsen-Anhalt
Die Investitionsbank Sachsen-Anhalt (IB) ist das zentrale Landesförderinstitut des Landes Sachsen-Anhalt zur Verteilung öffentlicher Mittel mit Kreditprogrammen mit Sitz in Magdeburg. Diese Förderprogramme gibt es für Unternehmer, Privatpersonen sowie öffentlichen Kunden. Schwerpunkte der Geschäftstätigkeit sind Wirtschaftsförderung, Kommunalfinanzierung, Wohnungsbauförderung, Förderung von Kultur, Bildung und Medien, Tourismus sowie Agrar- und Umweltförderung.

## Geschichte
1991 nahmen die niedersächsischen Landestreuhandstellen in Sachsen-Anhalt ihre Arbeit auf. Erste Förderprogramme gab es für die Bereiche Agrar, Wohnungs- und Städtebau, sowie Wirtschaft. Im Januar 1993 wurden dann sämtliche Förderaufgaben im Landesförderinstitut gebündelt, 2004 nahm dann die Investitionsbank Sachsen-Anhalt ihre Arbeit als Anstalt des öffentlichen Rechts innerhalb der Norddeutschen Landesbank auf. Seit 1. März 2023 ist die Investitionsbank rechtlich eigenständig und nicht mehr Teil der Nord/LB. 

## Aufgaben
Die IB ist seit 2004 das zentrale Förderinstitut für Sachsen-Anhalt. Für Firmen-, Privat- und öffentliche Kunden gibt es mehrere Möglichkeiten zur Kreditvergabe. Neben der Förderung von Unternehmen werden auch Finanzierungen für privates Wohnungseigentum angeboten.
Über die Hotline der Investitionsbank werden Privatpersonen, Unternehmer und öffentliche Kunden über Förderprogramme, Darlehen und Bürgschaften informiert. Mehrmals im Monat gibt es Beratungsangebote in den Regionen.
Neben der Wahrnehmung treuhänderischer Aufgaben als Bewilligungsstelle des Landes Sachsen-Anhalt bei der Vergabe von Bürgschaften, Zuschüssen und Förderdarlehen bietet die IB im Eigengeschäft auch am Kapitalmarkt oder über andere Förderbanken refinanzierte Förderdarlehen sowie Bürgschaften an.

## Bilanz
Die IB hat 3.092 Förderzusagen über 539,1 Mio. Euro Zuschüsse und 141,52 Mio. Euro Darlehen zum 31. Dezember 2023 ausgesprochen.

## Beteiligungen und Projekte
- Förderservice GmbH der Investitionsbank Sachsen-Anhalt[4]
- Sachsen-Anhaltinische Landesentwicklungsgesellschaft (SALEG)[5]
- EU-Projekte der Investitionsbank[6]